# Перевознюк Роман Олександрович
Рома́н Олекса́ндрович Перевозню́к (1979—2022) — сержант Збройних сил України, учасник російсько-української війни.

## Життєпис
Народився Роман 25 серпня 1979 року в селі Хащувате. Отримав освіту в Хащуватській СШ, де успішно закінчив навчання у 1997 році. Після чого він поступив в КІСМ.
Від 1998 року Роман служив у Десні, де пройшов важкий і відповідальний шлях військовослужбовця. Він здобув звання молодшого сержанта та займав посади командира бойової машини піхоти і оператора навідника бойової машини піхоти. По завершенню військової кар'єри він займався будівництвом.
Але в серці Романа завжди горіла відданість Батьківщині та обов'язок захищати її. У 2019 році він повернувся до військової служби за контрактом в 28 окрему механізовану бригаду, імені «Лицарів Зимового Походу», де виявив себе справжнім героєм.
28 серпня 2020 року Роман отримав кваліфікацію інструктора, що свідчить про його високу майстерність та здібності військового фахівця. І 1 січня 2021 року йому було присвоєно звання «Сержант».
Нажаль, 29 березня 2022 року стався трагічний день, коли Роман Олександрович загинув поблизу населеного пункту Олександрівка, Херсонської області.

## Нагороди і вшанування
За свою відвагу та мужність був нагороджений численними грамотами та медалями, серед яких
- нагрудний знак «Ветеран війни» (Україна), яку він отримав 27 грудня 2019 року,
- нагрудний знак «За взірцевість у військовій службі» (ІІІ ступеня) 9 грудня 2020 року.